# اوچکنت
اوچکنت (به لاتین: Uchkent) یک منطقهٔ مسکونی در روسیه است که در شهرستان کومترکالینسکی واقع شده‌است.